# Eugenia grifensis
Eugenia grifensis är en myrtenväxtart som beskrevs av Ignatz Urban. Eugenia grifensis ingår i släktet Eugenia och familjen myrtenväxter. Inga underarter finns listade i Catalogue of Life.